# سرگذشت نارنیا: سفر کشتی سپیده‌پیما
سرگذشت نارنیا: سفر کشتی سپیده پیما (به انگلیسی The Chronicles of Narnia: The Voyage of the Dawn Treader) عنوان سومین قسمت از سری فیلم‌های نارنیا است که براساس رمان سفر کشتی سپیده پیما نوشته سی. اس. لوئیس ساخته شده است.

## داستان
سرزمین‌های نارنیا توسط نیروهای شیطانی به شدت در خطر است و بچه‌های انگلیسی به طریقی پا بر این سرزمین می‌گذارند تا بتوانند با پیدا کردن هفت شمشیر جادویی و طی یک سفر دریایی بسیار خطرناک بار دیگر منجی نارنیا شوند…

## بازیگران
- لیام نیسون
- جورجیا هنلی
- تیلدا سوئینتون
- اسکندر کینس
- بن بارنز
- ویل پولتر

## تغییر کارگردان و کمپانی سازنده
به دلیل فروش نه چندان خوب سرگذشت نارنیا: شاهزاده کاسپین، استودیو والت دیزنی از ساخت ادامه مجموعه کنار کشید. اندرو آدامسون (کارگردان دو قسمت اول) نیز از کارگردانی این فیلم انصراف داد. بدین ترتیب والدن مدیا ساخت این فیلم را به فاکس قرن بیستم سپرد و مایکل آپتد(کارگردان فیلم جیمزباندی دنیا کافی نیست) بر روی صندلی کارگردانی نشاند.

## کاهش بودجه
فاکس قرن بیستم بودجه کمتری را نسبت به دو قسمت قبلی برای ساخت این فیلم در نظر گرفت. بیشترین هزینه صرف ساخت کشتی سپیده پیما گشت. گفته می‌شود ساخت این کشتی دو سال به طول انجامیده است.

## نامزدی و جوایز
| Year | Award                                    | Category/Recipient(s)                                                                          | Result   |        |
| ---- | ---------------------------------------- | ---------------------------------------------------------------------------------------------- | -------- | ------ |
| ۲۰۱۰ | Phoenix Film Critics Society Awards      | Best Family Film                                                                               | نامزدشده | [ ۱ ]  |
| ۲۰۱۰ | Phoenix Film Critics Society Awards      | Best Youth Actor (ویل پولتر)                                                                   | نامزدشده | [ ۱ ]  |
| ۲۰۱۰ | Phoenix Film Critics Society Awards      | Best Original Song ("There's a Place for Us")                                                  | نامزدشده | [ ۱ ]  |
| ۲۰۱۰ | 2010 London Film Critics Circle Awards   | Young Performer of the Year (ویل پولتر)                                                        | نامزدشده | [ ۲ ]  |
| ۲۰۱۰ | 2010 Art Directors Guild Awards          | Excellence in Production Design for a Fantasy Feature Film                                     | نامزدشده | [ ۳ ]  |
| ۲۰۱۱ | شصت و هشتمین مراسم گلدن گلوب             | Best Original Song ("There's a Place for Us")                                                  | نامزدشده | [ ۴ ]  |
| ۲۰۱۱ | 9th Annual Visual Effects Society Awards | Outstanding Animated Character in a Live Action Feature Motion Picture (سرگذشت نارنیا)         | نامزدشده | [ ۵ ]  |
| ۲۰۱۱ | People's Choice Awards                   | Favorite 3D Live Action Movie                                                                  | برنده    | [ ۶ ]  |
| ۲۰۱۱ | 2011 London Critics Circle Film Awards   | Young British Performer of the Year (ویل پولتر)                                                | نامزدشده | [ ۷ ]  |
| ۲۰۱۱ | 32nd Young Artist Awards                 | Best Performance in a Feature Film - Young Ensemble Cast (جورجیا هنلی، اسکندر کینس، ویل پولتر) | نامزدشده | [ ۸ ]  |
| ۲۰۱۱ | 19th MovieGuide Faith and Values Awards  | Most Inspiring Movie                                                                           | برنده    | [ ۹ ]  |
| ۲۰۱۱ | Crystal Dove Seal Award                  | Best Adventure                                                                                 | برنده    | [ ۱۰ ] |
| ۲۰۱۱ | 37th Saturn Awards                       | Best Fantasy Film                                                                              | نامزدشده | [ ۱۱ ] |
| ۲۰۱۱ | 37th Saturn Awards                       | Best Performance by a Younger Actor (ویل پولتر)                                                | نامزدشده | [ ۱۱ ] |
| ۲۰۱۱ | 37th Saturn Awards                       | Best Costume                                                                                   | نامزدشده | [ ۱۱ ] |
| ۲۰۱۱ | 37th Saturn Awards                       | Best Special Effects                                                                           | نامزدشده | [ ۱۱ ] |
| ۲۰۱۱ | National Movie Awards                    | Fantasy                                                                                        | نامزدشده | [ ۱۲ ] |
| ۲۰۱۱ | National Movie Awards                    | Performance of the Year (Ben Barnes)                                                           | نامزدشده | [ ۱۲ ] |
| ۲۰۱۱ | National Movie Awards                    | Performance of the Year (جورجیا هنلی)                                                          | نامزدشده | [ ۱۲ ] |

## بازی ویدئویی
براساس این فیلم یک بازی ویدئویی ساخته شد.